# Lei Clijsters
Leo Albert Jozef Clijsters, kendt som Lei Clijsters, (6. november 1956 – 4. januar 2009) var en belgisk fodboldspiller. Han spillede som forsvarsspiller for en række belgiske klubber, med mest succes hos KV Mechelen, hos hvem han var med til at vinde UEFA Pokalvindernes Turnering samt UEFA Super Cup i 1988. Han spillede desuden 40 landskampe for Belgien.
Efter afslutningen af sin karriere fungerede han i nogle år som fodboldtræner, inden han fungerede som manager for sin datter, Kim Clijsters, i hendes karriere som professionel tennisspiller. Da hun i 2006 indstillede karrieren, genoptog Lei Clijsters fodboldtrænerkarrieren, men han måtte indstille den i begyndelsen af 2008, da det blev klart, at han var alvorligt syg af et malignt melanom, der et år senere kostede ham livet.